# Cerdistus rufometatarsus
Cerdistus rufometatarsus là một loài ruồi trong họ Asilidae. Cerdistus rufometatarsus được Macquart miêu tả năm 1855. Loài này phân bố ở miền Australasia.